# Офінран
Офінран (кін. XV ст. — поч. XVI ст.) — 8-й алаафін (володар) держави Ойо.

## Життєпис
Був сином алаафіном Онігбогі та доньки правителя Боргу. Разом з останнім втік до Боргу або був схоплений ворожими військами Нупе та відправлений у заслання. Після смерті Онігбогі оголошений новим алаафіном. Втім більшість земель Ойо знаходилися під владою тапа.
Згодом мусив залишити Боргу через небажання приймати культ Іфа. Перебрався до міста Кусу, де прийняв Іфа. В подальшому за підтримки жрецтва та західних сусідів Ойо, насамперед Великої Ардри, зумів відвоювати частину володінь. Своєю резиденцією зробив місто Шакі, де помер. Йому спадкував Егугуойо.